# Повратак живих мртваца 2
Повратак живих мртваца 2 (енгл. Return of the Living Dead Part II) је америчка хорор комедија из 1988. године, режисера Кена Видерхорна, са Мајклом Кенвортијем, Џејмсом Кареном, Томом Метјузом, Маршом Битлајн, Дејном Ашбурком, Филом Брансом и Мичом Пилеџијем у главним улогама. Насловни цитат филма је: Седморо живих против армије мртвих.
У односу на Повратак живих мртваца 1, овај филм представља редак пример ре-наставка (енгл. requel), посебне врсте наставка код кога се један део приче понавља неким сличним ликовима, док се, целокупно гледано, радња ипак надовезује на догађаје из претходног филма. Продуценти су се одлучили за овакву верзију наставка, зато што су на крају првог дела сви протагонисти убијени, а фанови су желели да се неки од ликова врате. Због тога, Метјуз и Карен се враћају у улоге веома сличних ликова, који имају дежа ви догађаја из претходног дела. Поред њих, враћа се и Алан Траутман као препознатљиви зомби, Тармен.
Филм није успео да понови успех првог дела, али је свакако био комерцијално успешан и стекао је култни статус, као и свој претходник. Пет година касније, добио је наставак који је причу окренуо у другом правцу.

## Радња
Након трагичног краја претходног дела, једно буре са триоксином, током транспорта испада из војног камиона и завршава у реци. Наредног дана буре проналази групе радознале деце, која га отварају и тиме изазову да са оближњег гробља мртви устану из својих гробова.
Град убрзо преплави хорда зомбија, а група од седморо људи покушава да побегне пре него што војска затвори све излазе из града. Један од преживелих открива да је једина слабост зомбија струја...

## Улоге
| Глумац         | Улога           |
| -------------- | --------------- |
| Мајкл Кенворти | Џеси Вилсон     |
| Марша Дитлајн  | Луси Вилсон     |
| Дејна Ашбрук   | Том Есекс       |
| Фил Бранс      | доктор Мендел   |
| Џејмс Карен    | Ед Метјуз       |
| Том Метјуз     | Џој Хејзел      |
| Сузана Снајдер | Бренда Херцог   |
| Тор ван Линген | Били Кровли     |
| Џејсон Хоган   | Џони            |
| Мич Пилеџи     | наредник        |
| Џонатан Тери   | пуковник Гловер |
| Сали Смит      | Милдред Кровли  |
| Дон Максвел    | Џорџ Кровли     |
| Форест Акерман | Харви Крејмер   |
| Алан Траутман  | Тармен          |
| Даг Бенсон     | пискави зомби   |